# Port de Sébastopol
Le port de Sébastopol est un port maritime dans l'ouest de la Crimée sur la mer Noire.

## Histoire
Il se situe dans la baie éponyme et il est intégré tant à la ville qu'à la base navale.
En 1783 était créée une base navals sous le nom d'Akhtiar par l'amiral Thomas McKenzie après l’annexion de la Crimée par la Russie impériale ; en 1875 il est relié au chemin de fer.

## Infrastructures et installations

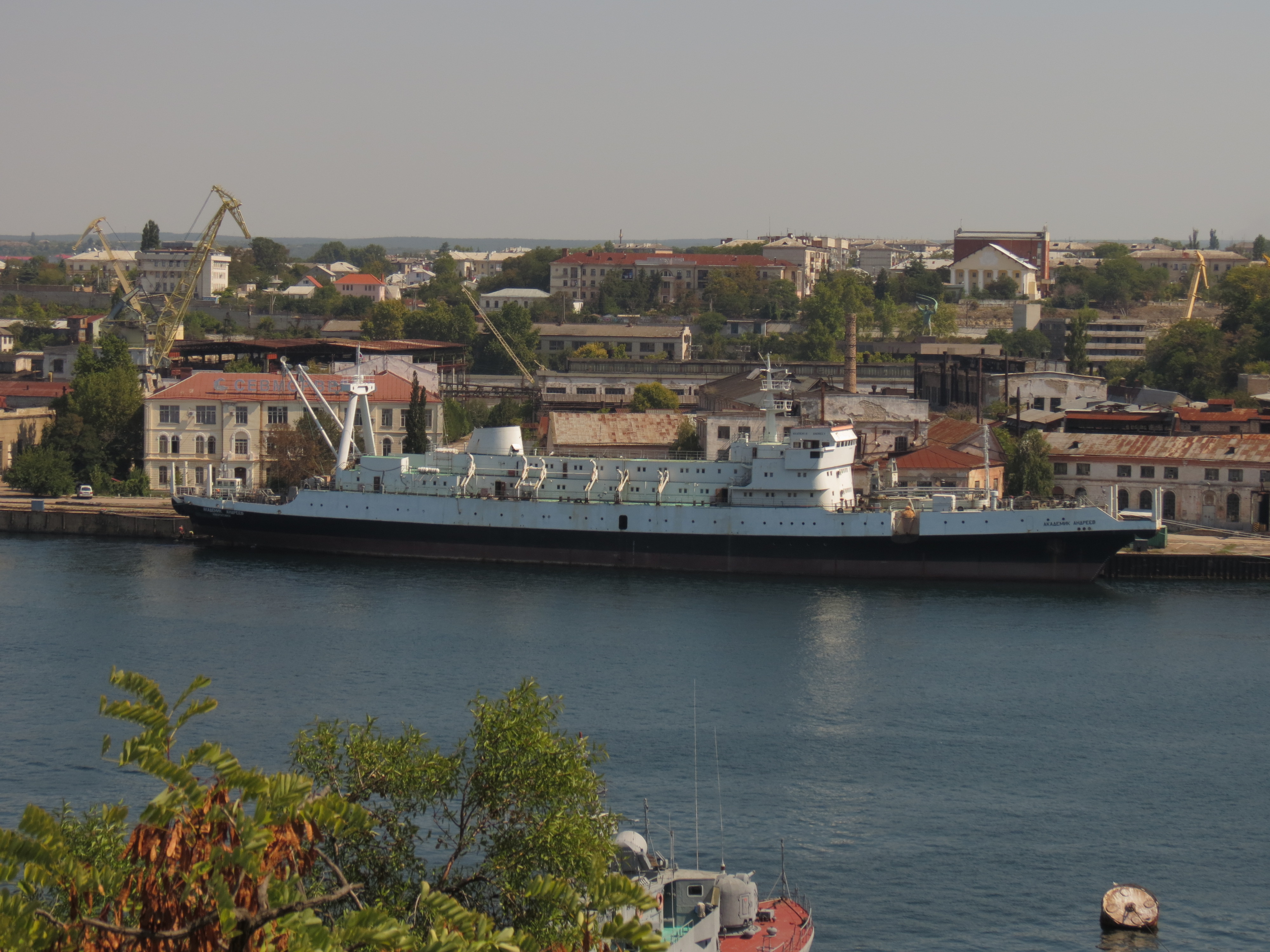
Le poseur de câbles académicien Andrïev.
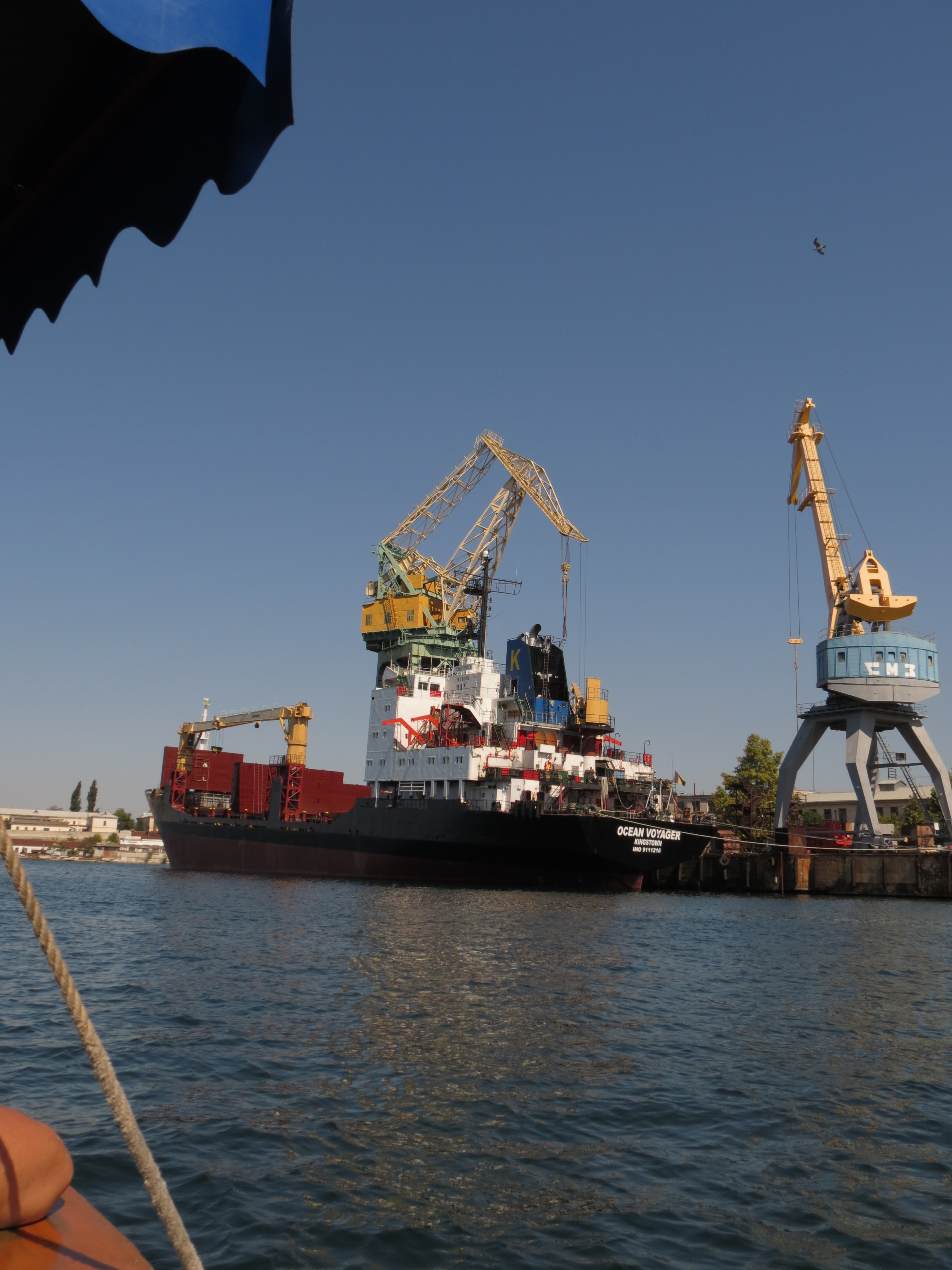
Déchargement de cargo.
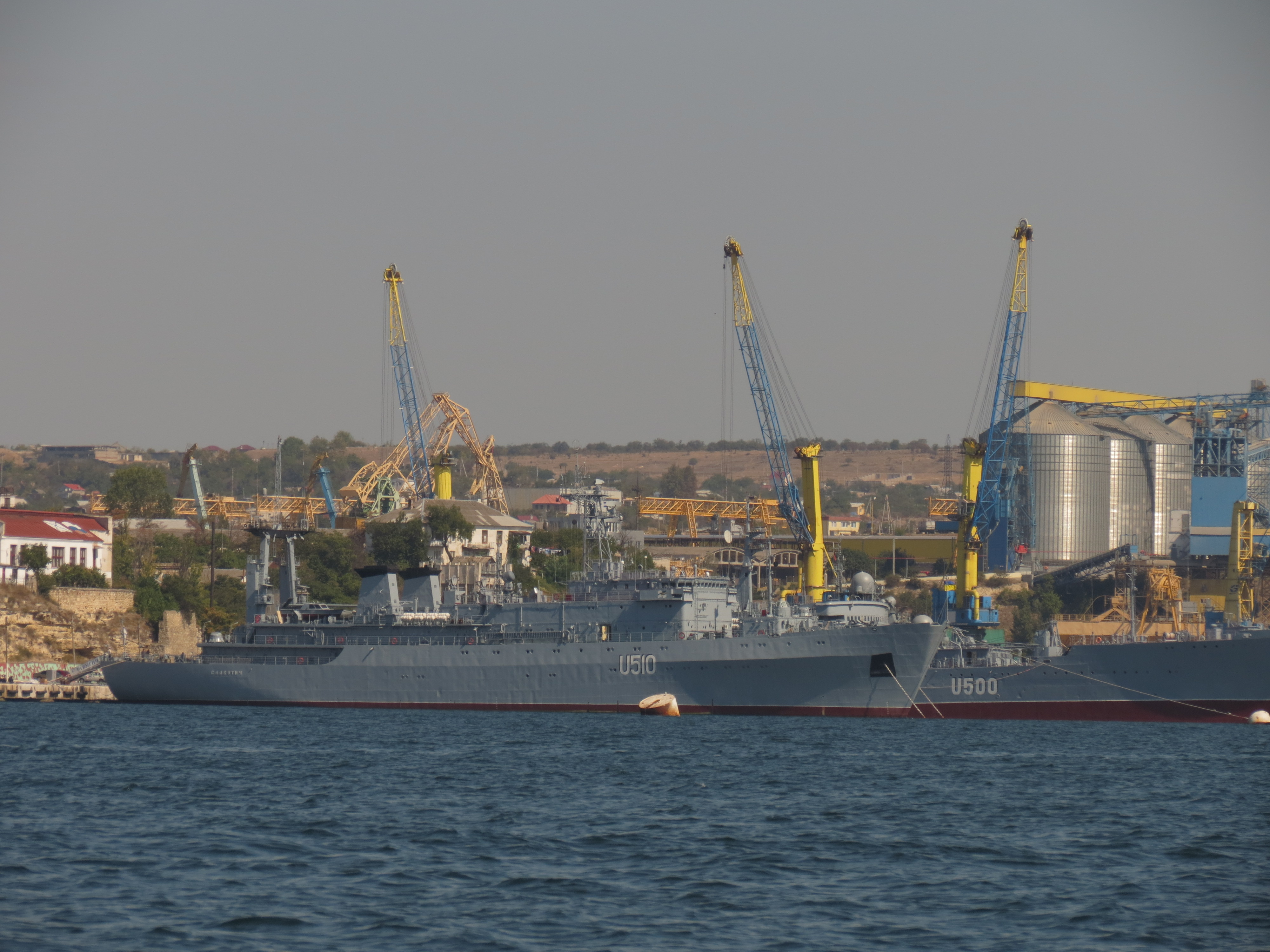
Navire de guerre Slavoutych (1992).
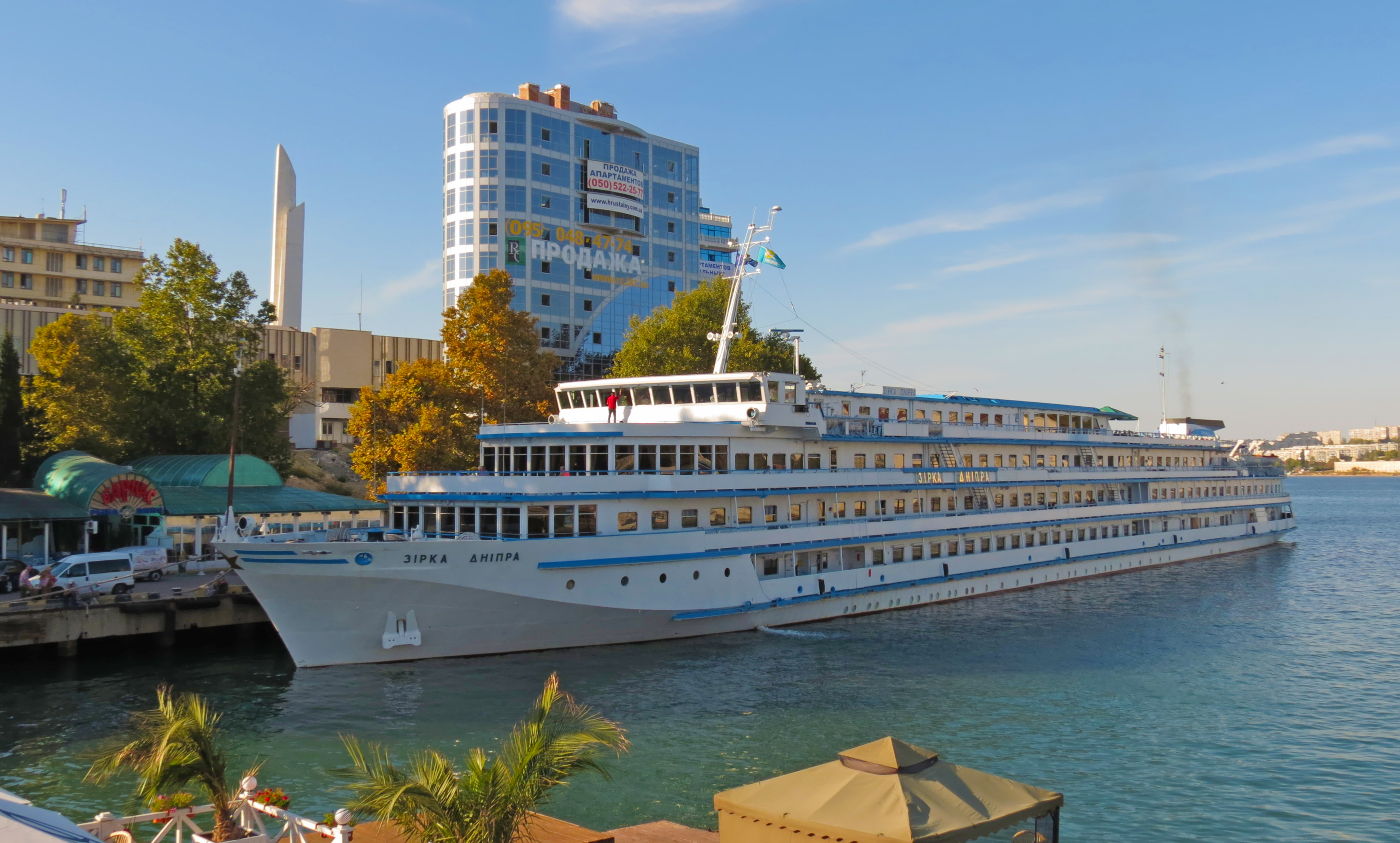
Navire de croisière Zirka Dnipra.
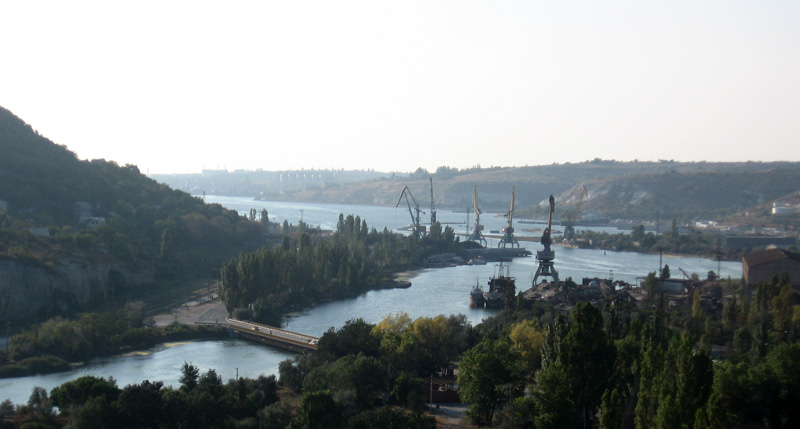
La Tchorna se jetant dans le port.
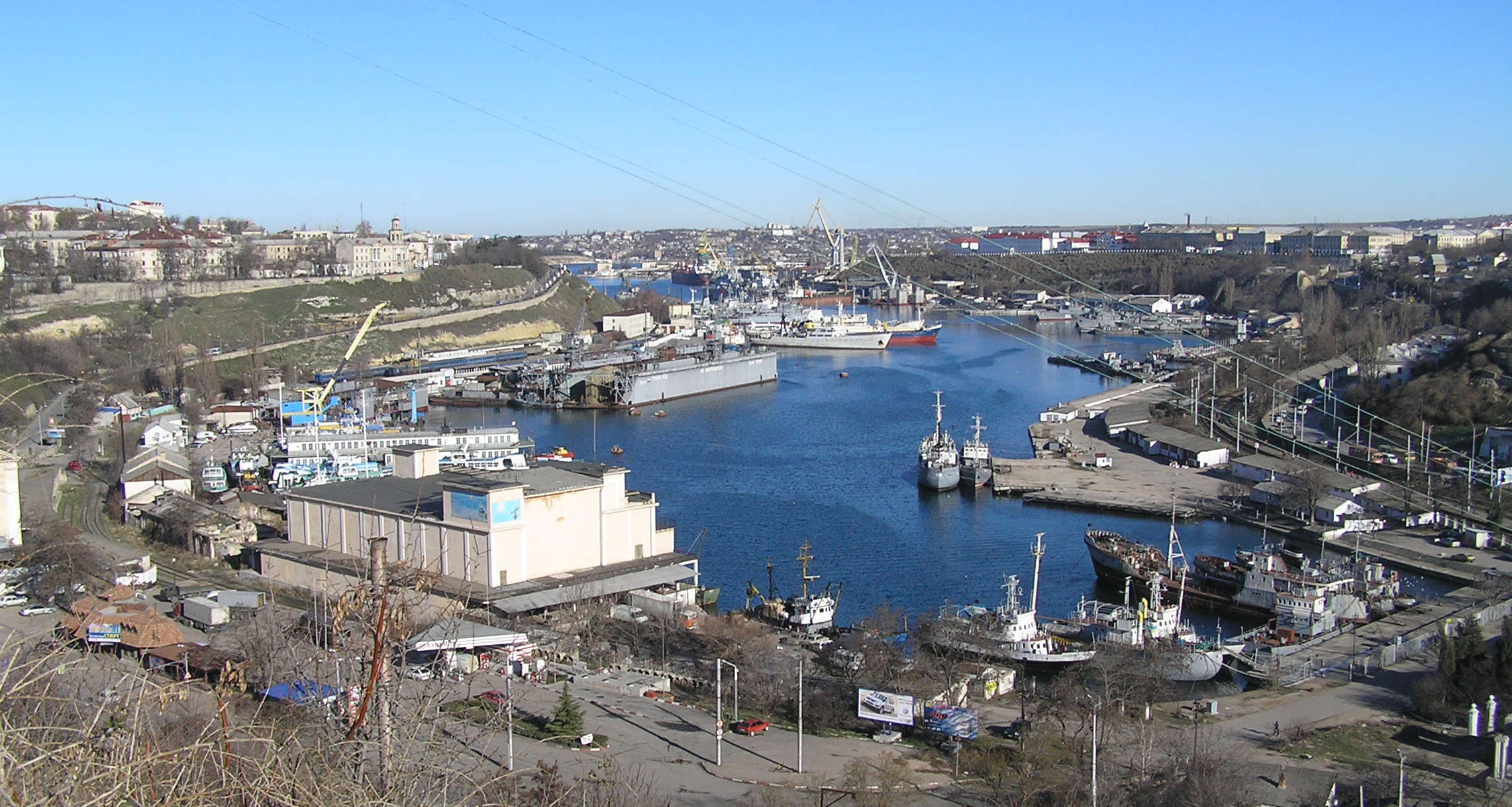

### Flotte de la mer Noire
Qui utilise la base navale de Sébastopol.